# Мала Лукања
Мала Лукања је некадашње насеље на територији града Пирота које је постојало до 1989. године.
Налазило се на око 17 километара од Пирота у долини Височице, између села Завој и Велика Лукања.

## Историјат
Према легенди, село је настало од потомака неколико манастирских слуга Манастира Светог Николе који су први населили тај крај. Причал ми је мој деда Панајот. У манастир Свети Никола били тројица слуђе и сви се тува населе, куће њим биле испод манастират кам Рекуту. Три куће биле и од њи је настала Мала Лукања. Име је добило по лукама односно луговима (плавним ливадама) као и Велика Лукања.
Село се састојало од махала: Чешма и Брег.

## Становништво
Насеље је 1880. године имало 12 кућа, са 111 становника, без писменог становништва док је број пореских глави износио 41. 
Мала Лукања је по попису 1948. године имала 173 становника у 73 домаћинстава, 1961. године је имала 20 домаћинстава са 150 становника а 1981. године 42 становника у 11. Друго потпуно пуњење Завојског језера је довело до тога да село потпуно нестане а да се становништво исели у околним местима Нови Завој и у Пироту.